# Japan Football League 2023
Die Japan Football League 2023 (japanisch 第25回日本フットボールリーグ) war die 25. Spielzeit der Japan Football League insgesamt und die zehnte als vierthöchste Spielklasse im japanischen Fußball. An ihr nahmen 15 Vereine teil. Die Saison begann am 12. März 2023 und endete am 26. November 2023.

## Teilnehmer
| Mannschaft                | Stadt                | Stadion                                   | Kapazität | Bemerkungen                                |
| ------------------------- | -------------------- | ----------------------------------------- | --------- | ------------------------------------------ |
| Briobecca Urayasu         | Urayasu              | Kochi Haruno Athletic Stadium             | 25.000    |                                            |
| Criacao Shinjuku          | Shinjuku             | Ajinomoto Field Nishigaoka                | 7.258     | J.League-Hundertjahrplan-Verein            |
| Honda FC                  | Hamamatsu            | Honda Miyakoda Soccer Stadium             | 2.506     |                                            |
| Kōchi United SC           | Kōchi                | Kochi Haruno Athletic Stadium             | 25.000    | J3-League-Lizenz                           |
| FC Maruyasu Okazaki       | Okazaki              | Maruyasu Okazaki Ryuhoku Stadium          | 5.000     |                                            |
| MinebeaMitsumi FC         | Miyazaki             | Hinata Athletic Stadiumm                  | 20.000    |                                            |
| Okinawa SV                | Tomigusuku und Uruma | Tapic Kenso Hiyagon Stadium               | 10.189    | J.League-Hundertjahrplan-Verein            |
| Reilac Shiga              | Kusatsu              | Higashiomi Nunobiki Green Stadium         | 5.060     | J.League-Hundertjahrplan-Verein (Bewerber) |
| ReinMeer Aomori FC        | Aomori               | New Aomori Prefecture General Sports Park | 20.809    | J3-League-Lizenz                           |
| Sony Sendai FC            | Sendai               | Miyagi Seikyo Megumino Soccer Stadium     | 10.000    |                                            |
| Suzuka Point Getters      | Suzuka               | AGF Suzuka Athletic Stadium               | 1.450     | J3-League-Lizenz                           |
| FC Tiamo Hirakata         | Hirakata             | Tamayura Athletic Stadium                 | 2.500     |                                            |
| Tōkyō Musashino United FC | Musashino            | Musashino Municipal Athletic Stadium      | 5.000     |                                            |
| Veertien Mie              | Kuwana               | La Pita Toin Stadium                      | 5.077     | J3-League-Lizenz                           |
| Verspah Ōita              | Yufu                 | Resonac Soccer/Rugby Field                | 4.700     | J3-League-Lizenz                           |

## Personal
Stand: Saisonbeginn 2023
| Mannschaft                | Trainer            |
| ------------------------- | ------------------ |
| Briobecca Urayasu         | Satoshi Tsunami    |
| Criacao Shinjuku          | Hideaki Kitajima   |
| Honda FC                  | Hidekazu Kobayashi |
| Kōchi United SC           | Takafumi Yoshimoto |
| FC Maruyasu Okazaki       | Hiroyasu Ibata     |
| MinebeaMitsumi FC         | Yōsuke Miyaji      |
| Okinawa SV                | Naohiro Takahara   |
| Reilac Shiga              | Akira Teramine     |
| ReinMeer Aomori FC        | Kei Shibata        |
| Sony Sendai FC            | Jun Suzuki         |
| Suzuka Point Getters      | Yasutoshi Miura    |
| FC Tiamo Hirakata         | Takahiro Futagawa  |
| Tōkyō Musashino United FC | Hiroki Yoda        |
| Veertien Mie              | Yasuhiro Higuchi   |
| Verspah Ōita              | Takashi Yamahashi  |

## Ausländische Spieler
Stand: 9. August 2023
| Mannschaft                | Spieler 1      | Spieler 2       | Spieler 3     | Ehemalige Spieler |
| ------------------------- | -------------- | --------------- | ------------- | ----------------- |
| Briobecca Urayasu         |                |                 |               |                   |
| Criacao Shinjuku          | Hwang Song-su  |                 |               |                   |
| Honda FC                  |                |                 |               |                   |
| Kōchi United SC           | Tando Velaphi  |                 |               |                   |
| FC Maruyasu Okazaki       |                |                 |               |                   |
| MinebeaMitsumi FC         |                |                 |               |                   |
| Okinawa SV                |                |                 |               |                   |
| Reilac Shiga              | Mun Jun-su     | Leung Yau-Wai   |               |                   |
| ReinMeer Aomori FC        | Vinicius       | Giovanni Clunie |               |                   |
| Sony Sendai FC            |                |                 |               |                   |
| Suzuka Point Getters      | Kim Tae-woo    | To Chun-Kiu     |               |                   |
| FC Tiamo Hirakata         | Emeka Basil    |                 |               |                   |
| Tōkyō Musashino United FC |                |                 |               |                   |
| Veertien Mie              | Efrain Rintaro | Kim Song-sun    | Ryang Hyon-ju |                   |
| Verspah Ōita              |                |                 |               |                   |

## Tabelle
Stand: Saisonende 2023
| Pl. | Verein                    | Sp. | S  | U  | N  | Tore    | Diff. | Punkte |
| --- | ------------------------- | --- | -- | -- | -- | ------- | ----- | ------ |
| 1.  | Honda FC                  | 28  | 15 | 8  | 5  | 051:260 | +25   | 53     |
| 2.  | Briobecca Urayasu         | 28  | 12 | 9  | 7  | 042:350 | +7    | 45     |
| 3.  | Reilac Shiga              | 28  | 11 | 11 | 6  | 047:370 | +10   | 44     |
| 4.  | Sony Sendai FC            | 28  | 11 | 10 | 7  | 046:400 | +6    | 43     |
| 5.  | ReinMeer Aomori FC        | 28  | 11 | 9  | 8  | 030:240 | +6    | 42     |
| 6.  | Verspah Ōita              | 28  | 10 | 10 | 8  | 028:290 | −1    | 40     |
| 7.  | Kōchi United SC           | 28  | 10 | 8  | 10 | 030:260 | +4    | 38     |
| 8.  | FC Maruyasu Okazaki       | 28  | 9  | 10 | 9  | 034:340 | ±0    | 37     |
| 9.  | Suzuka Point Getters      | 28  | 10 | 6  | 12 | 034:410 | −7    | 36     |
| 10. | Veertien Mie              | 28  | 9  | 8  | 11 | 035:320 | +3    | 35     |
| 11. | Criacao Shinjuku          | 28  | 10 | 4  | 14 | 025:330 | −8    | 34     |
| 12. | FC Tiamo Hirakata         | 28  | 8  | 10 | 10 | 032:420 | −10   | 34     |
| 13. | Tōkyō Musashino United FC | 28  | 9  | 5  | 14 | 030:360 | −6    | 32     |
| 14. | MinebeaMitsumi FC         | 28  | 8  | 7  | 13 | 035:440 | −9    | 31     |
| 15. | Okinawa SV                | 28  | 7  | 5  | 16 | 018:380 | −20   | 26     |

| Zum Saisonende 2023:                                          |
| Meister der Japan Football League Teilnahme an der Relegation |

## Relegation
| Datum            |            | Ergebnis  |                |
| ---------------- | ---------- | --------- | -------------- |
| 3. Dezember 2023 | Okinawa SV | 2:1 n. V. | Vonds Ichihara |

Der Okinawa SV verbleibt in der Japanese Football League.

## Torschützenliste
Stand: Saisonende 2023
| Platz | Spieler        | Mannschaft        | Tore |
| ----- | -------------- | ----------------- | ---- |
| 1.    | Tomoki Hino    | MinebeaMitsumi FC | 19   |
| 2.    | Yosuke Ueno    | Sony Sendai FC    | 10   |
| 2.    | Yuki Okazaki   | Honda FC          | 10   |
| 4.    | Tsubasa Sano   | Criacao Shinjuku  | 9    |
| 4.    | Keitaro Suzuki | Sony Sendai FC    | 9    |